# 426 î.Hr.

## Decese
- dată necunoscută: Cratinos poet comic elin (n. 500 î.Hr.)

## Legături externe
Materiale media legate de 426 î.Hr. la Wikimedia Commons